# Gaye Hiçyilmaz
Gaye Hiçyilmaz (Surbiton, 5 maggio 1947) è una scrittrice britannica di libri per ragazzi.

## Biografia
Gaye Campling è nata nel 1947 a Surbiton dall'ingegnere Harry Campling e dall'insegnante Dorothy Hart.
Dopo aver ottenuto un B.A. all'Università del Sussex nel 1969, ha insegnato inglese negli anni '70 ad Ankara per il British Council.
Ha esordito nella narrativa per ragazzi nel 1980 con Girl In Red, ma ha ottenuto una certa notorietà solo nel 1990 con Against the Storm che segue le vicende della famiglia di Mehmet che da un povero villaggio si trasferisce nella capitale nella speranza di una vita migliore.
Autrice di altri sette romanzi, ha vinto nel 2013 il Premio Phoenix grazie al romanzo La cascata di ghiaccio pubblicato vent'anni prima.

## Vita privata
Sposatasi nel 1970 con il bancario turco Muzaffer Hiçyilmaz, la coppia ha avuto 4 figli: Timur, Kubilay, Hulagu, Mewgu.

## Opere

### Romanzi
- Girl In Red (1980)
- Against the Storm (1990)
- La cascata di ghiaccio (The Frozen Waterfall, 1993), Trieste, E. Elle, 1994 traduzione di Lucio Angelini ISBN 88-7068-655-8.
- Watching the Watcher (1996)
- Vietato rubare le stelle (And The Stars Were Gold, 1997), Milano, Buena vista, 2001 traduzione di Daniele Brolli ISBN 88-8437-019-1.
- Il sorriso strappato (Smiling For Strangers, 1998), Milano, Buena vista, 2002 traduzione di Chiara Belliti ISBN 88-8437-047-7.
- Coming Home (1998)
- Pictures from the Fire (2000)
- In Flame (2000)

## Premi e riconoscimenti
- Writer's Guild Children's Fiction Award: 1993 vincitrice con La cascata di ghiaccio
- Premio Andersen per il miglior libro oltre i 12 anni: 2002 vincitrice con Vietato rubare le stelle
- Premio Phoenix: 2013 vincitrice con La cascata di ghiaccio